# Federico Burchio
Federico Burchio, né le 21 mars 1996 à Turin, est un coureur cycliste italien.

## Biographie
Il met un terme à sa carrière cycliste à l'issue de la saison 2022. 

## Palmarès
- 2013
  - 3e de la Piccola Tre Valli Varesine
- 2017
  - Gran Premio La Torre
  - Gran Premio Comune di Cerreto Guidi
  - 3e du Mémorial Daniele Tortoli
- 2022
  - 3e du Mémorial Polese

## Classements mondiaux
| Année           | 2016   | 2017 | 2018 | 2019   |
| --------------- | ------ | ---- | ---- | ------ |
| UCI Europe Tour | 1 245e |      |      | 1 049e |